# Liste von Kriegen und Schlachten im 7. bis 13. Jahrhundert

## 7. Jahrhundert
| Wann                                            | Schlachtname                     | Wo                               | Anmerkungen                                                                                                |
| 600–700 – West- und Mitteleuropa                | 600–700 – West- und Mitteleuropa | 600–700 – West- und Mitteleuropa | 600–700 – West- und Mitteleuropa                                                                           |
| ----------------------------------------------- | -------------------------------- | -------------------------------- | --- |
| 612                                             | Schlacht bei Zülpich             | Zülpich (Deutschland)            | Niederlage Theudeberts II. gegen Theuderich II.                                                            |
| 612                                             | Schlacht bei Toul                | Toul (Frankreich)                | Niederlage Theudeberts gegen Theuderich                                                                    |
| 631                                             | Schlacht bei Wogastisburg        | Ost-Mitteleuropa                 | Fatale Niederlage der Franken gegen Slawenherrscher Samo                                                   |
| 20. Mai 685                                     | Schlacht bei Dunnichen Mere      | Großbritannien                   | Sieg der Pikten über Northumbria                                                                           |
| 687                                             | Schlacht bei Tertry              | Frankenreich                     | Sieg Austrasiens über Neustrien, wodurch Pippin der Mittlere die Herrschaft über ganz Frankenreich erringt |
| 600–700 – Osteuropa                             |                                  |                                  | |
| 680                                             | Schlacht von Ongala              | Ukraine                          | Entscheidender Sieg Bulgariens über das Byzantinische Reich                                                |
| 598–614 – Goguryeo-Sui-Kriege                   |                                  |                                  | |
| 612                                             | Schlacht von Salsu               | Korea                            | Entscheidender Sieg Goguryeos über China                                                                   |
| 603–627 – Römisch-Persische Kriege              |                                  |                                  | |
| 626                                             | Belagerung von Konstantinopel    | Thrakien                         | Sieg des Byzantinischen Reichs über das persische Sassanidenreich                                          |
| 12. Dezember 627                                | Schlacht bei Ninive              | Mesopotamien                     | Sieg des Byzantinischen Reichs über das persische Sassanidenreich                                          |
| 624–630 – Maghazi (Die Feldzüge des Mohammed)   |                                  |                                  | |
| 17. März 624                                    | Schlacht von Badr                | Arabien                          | Entscheidender Sieg der Muslime über die Koreischiten                                                      |
| 23. März 625                                    | Schlacht von Uhud                | Arabien                          | Sieg der Koreischiten über die Muslime                                                                     |
| 627                                             | Grabenschlacht                   | Arabien                          | Sieg der Muslime über die Koreischiten                                                                     |
| Mai/Juni 628                                    | Zug nach Chaibar                 | Palästina                        | Sieg der Muslime über die Juden in Chaibar                                                                 |
| 629                                             | Schlacht von Mutah               | Syrien                           | Unentschiedener Kampf zwischen den Muslimen und dem Byzantinischen Reich                                   |
| Januar 630                                      | Eroberung von Mekka              | Arabien                          | Sieg der Muslime über die Koreischiten                                                                     |
| 630                                             | Schlacht von Hunain              | Arabien                          | Sieg der Muslime über den Beduinenstamm Hawasin                                                            |
| 630                                             | Schlacht von Autas               | Arabien                          | |
| 627                                             |                                  |                                  | |
| 627                                             | Belagerung von Derbent           | Kaukasus                         | Sieg der Göktürken und Chasaren über das persische Sassanidenreich                                         |
| 627                                             | Belagerung von Tiflis            | Georgien                         | Unentschiedener Kampf zwischen Göktürken und dem persischen Sassanidenreich                                |
| 632–633 – Ridda-Kriege                          |                                  |                                  | |
| Dezember 632                                    | Schlacht von Jamama              | Arabien                          | Sieg der Muslime über die Anhänger des Propheten Musailima                                                 |
| 633                                             | Schlacht von Safar               | Arabien                          | |
| August 633                                      | Schlacht von Daumat-ul-jandal    | Arabien                          | Sieg der Muslime über die Christen                                                                         |
| September 633                                   | Schlacht von Busaka              | Arabien                          | Sieg der Muslime über die Anhänger des Propheten Tulayha                                                   |
| 633                                             | Schlacht von Gamra               | Arabien                          | |
| Oktober 633                                     | Schlacht von Nakra               | Arabien                          | |
| 632-642                                         |                                  |                                  | |
| 12. Oktober 633                                 | Schlacht von Hatfield Chase      | Großbritannien                   | Sieg von Gwynedd und Mercia über Northumbria                                                               |
| 634                                             | Schlacht von Heavenfield         | Großbritannien                   | Sieg von Northumbria über Gwynedd                                                                          |
| 5. August 642                                   | Schlacht von Maserfield          | Großbritannien                   | Sieg Mercias über Northumbria                                                                              |
| 645–668 – Goguryeo-Tang-Kriege (Korea)          |                                  |                                  | |
| 652                                             | Schlacht von Balanjar            | Kaukasus                         | Sieg der Chasaren über die Araber                                                                          |
| 15. November 654/655                            | Schlacht von Winwaed             | Großbritannien                   | Sieg Bernicias über Mercia                                                                                 |
| 656–661 – Erste Fitna (Islamischer Bürgerkrieg) |                                  |                                  | |
| 656                                             | Belagerung von Uthman            | Arabien                          | Sieg der Rebellen gegen den sunnitischen Kalifen                                                           |
| 9. Dezember 656                                 | Kamelschlacht                    | Mesopotamien                     | Sieg des Kalifen Ali ibn Abi Talib                                                                         |
| 26. Juli 657                                    | Schlacht von Siffin              | Syrien                           | Unentschieden                                                                                              |
| 633–740 – Islamische Expansion                  |                                  |                                  | |
| April 633                                       | Schlacht von Chains              | Mesopotamien                     | Sieg der Araber über das persische Sassanidenreich                                                         |
| April 633                                       | Schlacht von River               | Mesopotamien                     | Sieg der Araber über das persische Sassanidenreich                                                         |
| Mai 633                                         | Schlacht von Walaja              | Mesopotamien                     | Sieg der Araber über das persische Sassanidenreich                                                         |
| Mai 633                                         | Schlacht von Ullais              | Mesopotamien                     | Sieg der Araber über das persische Sassanidenreich                                                         |
| Mai 633                                         | Schlacht von al-Hira             | Mesopotamien                     | Sieg der Araber über das persische Sassanidenreich                                                         |
| 633                                             | Schlacht von al-Anbar            | Mesopotamien                     | Sieg der Araber über das persische Sassanidenreich                                                         |
| 633                                             | Schlacht von ein-ul-tamr         | Mesopotamien                     | Sieg der Araber über das persische Sassanidenreich                                                         |
| November 633                                    | Schlacht von Musajah             | Mesopotamien                     | Sieg der Araber über das persische Sassanidenreich                                                         |
| November 633                                    | Schlacht von Sanij               | Mesopotamien                     | Sieg der Araber über das persische Sassanidenreich                                                         |
| November 633                                    | Schlacht von Zumail              | Mesopotamien                     | Sieg der Araber über das persische Sassanidenreich                                                         |
| Januar 634                                      | Schlacht von Firas               | Mesopotamien                     | Sieg der Araber über das vereinigte Heer von Persien und Byzanz                                            |
| Februar 634                                     | Schlacht von Dathin              | Mesopotamien                     | Sieg der Araber über das Byzantinische Reich                                                               |
| Juni 634                                        | Schlacht von Karteen             | Syrien                           | Sieg der Araber über die Ghassaniden                                                                       |
| Juni/Juli 634                                   | Schlacht von Bostra              | Syrien                           | Sieg der Araber über die Ghassaniden                                                                       |
| 30. Juli 634                                    | Schlacht von Ainadain            | Syrien                           | Sieg der Araber über das Byzantinische Reich                                                               |
| Juli 634                                        | Schlacht von Marj-al-Rahit       | Syrien                           | Sieg der Araber über die Ghassaniden                                                                       |
| 19. September 634                               | Eroberung von Damaskus           | Syrien                           | Sieg der Araber über das Byzantinische Reich                                                               |
| September 634                                   | Schlacht von Marai-al-Debai      | Syrien                           | Sieg der Araber über das Byzantinische Reich                                                               |
| Oktober 634                                     | Schlacht an der Brücke           | Mesopotamien                     | Sieg des persischen Sassanidenreichs über die Araber                                                       |
| Januar 635                                      | Schlacht von Fahl                | Syrien                           | Sieg der Araber über das Byzantinische Reich                                                               |
| Dezember 635 bis März 636                       | Belagerung von Emesa             | Syrien                           | Sieg der Araber über das Byzantinische Reich                                                               |
| 20. August 636                                  | Schlacht am Jarmuk               | Syrien                           | Entscheidender Sieg der Araber über das Byzantinische Reich                                                |
| 636                                             | Schlacht von Kadesia             | Mesopotamien                     | Sieg der Araber über das persische Sassanidenreich                                                         |
| November 636 bis April 637                      | Belagerung von Jerusalem         | Palästina                        | Sieg der Araber über das Byzantinische Reich                                                               |
| Juni 637                                        | Schlacht von Hasir               | Syrien                           | Sieg der Araber über das Byzantinische Reich                                                               |
| Juli/Oktober 637                                | Schlacht von Aleppo              | Syrien                           | Sieg der Araber über das Byzantinische Reich                                                               |
| Oktober 637                                     | Schlacht an der Eisenbrücke      | Kleinasien                       | Sieg der Araber über das Byzantinische Reich                                                               |
| 638                                             | Belagerung von Marasch           | Kleinasien                       | Sieg der Araber über das Byzantinische Reich                                                               |
| Juli 640                                        | Schlacht bei Heliopolis          | Ägypten                          | Entscheidender Sieg der Araber über das Byzantinische Reich, das Ägypten aufgeben muss                     |
| 642                                             | Schlacht bei Nehawend            | Persien                          | Entscheidender Sieg der Araber über das persische Sassanidenreich                                          |
| 646                                             | Schlacht von Nikiou              | Ägypten                          | Sieg der Araber über das Byzantinische Reich                                                               |
| 655                                             | Schlacht von Phoinix             | Mittelmeer                       | Sieg der Araber über das Byzantinische Reich                                                               |
| 674–678                                         | Belagerung von Konstantinopel    | Thrakien                         | Entscheidender Sieg des Byzantinischen Reichs über die Araber                                              |
| 698                                             | Schlacht von Karthago            | Africa                           | Sieg der Araber über das Byzantinische Reich                                                               |
| Oktober 680                                     | Schlacht von Kerbela             | Mesopotamien                     | Trennung von Schiiten und Sunniten                                                                         |

## 8. Jahrhundert
| Wann                                          | Schlachtname                                                   | Wo                                           | Anmerkungen                                                                                 |
| 636–740 – Islamische Expansion (Fortsetzung)  | 636–740 – Islamische Expansion (Fortsetzung)                   | 636–740 – Islamische Expansion (Fortsetzung) | 636–740 – Islamische Expansion (Fortsetzung)                                                |
| --------------------------------------------- | -------------------------------------------------------------- | -------------------------------------------- | ------------------------------------------------------------------------------------------- |
| 19. Juli 711                                  | Schlacht am Río Guadalete                                      | Iberische Halbinsel                          | Entscheidender Sieg der Mauren über die Westgoten                                           |
| 717                                           | Schlacht von Vincy                                             | Austrasien                                   |                                                                                             |
| 717–718                                       | Belagerung von Konstantinopel                                  | Thrakien                                     | Entscheidender Sieg des Byzantinischen Reichs über die Araber                               |
| 9. Juni 721                                   | Schlacht von Toulouse                                          | Aquitanien                                   | Sieg des Frankenreichs über die Mauren                                                      |
| 722                                           | Schlacht von Covadonga                                         | Iberische Halbinsel                          | Sieg Asturiens über die Mauren                                                              |
| 18./25. Oktober 732                           | Schlacht von Tours und Poitiers                                | Frankenreich                                 | Sieg des Frankenreichs über die Mauren, Ende der islamischen Expansion in Westeuropa        |
| 737                                           | Schlacht bei Avignon                                           | Frankenreich                                 | Sieg des Frankenreichs über die Mauren                                                      |
| 737                                           | Schlacht an der Berre                                          | Frankenreich                                 | Sieg des Frankenreichs über die Mauren                                                      |
| 740                                           | Schlacht bei Akroinon                                          | Kleinasien                                   | Sieg des Byzantinischen Reichs über die Araber, Ende der islamischen Expansion im Osteuropa |
| 708–792 – Byzantinisch-bulgarische Kriege     |                                                                |                                              |                                                                                             |
| 708                                           | Schlacht von Anchialos                                         | Thrakien                                     | Sieg der Bulgaren über das Byzantinische Reich                                              |
| 759                                           | Schlacht am Rischkipass                                        | Balkangebirge                                | Sieg der Bulgaren über das Byzantinische Reich                                              |
| 763                                           | Schlacht von Anchialos                                         | Thrakien                                     | Sieg des Byzantinischen Reiches über die Bulgaren                                           |
| 774                                           | Schlacht von Berzitia                                          | Makedonien                                   | Sieg des Byzantinischen Reichs über die Bulgaren                                            |
| 792                                           | Schlacht von Marcelae                                          | Thrakien                                     | Sieg der Bulgaren über das Byzantinische Reich                                              |
| 722–732 – Zweiter chasarisch-arabischer Krieg |                                                                |                                              |                                                                                             |
| 722/723                                       | Schlacht von Balanjar                                          | Kaukasus                                     | Sieg der Araber über die Chasaren                                                           |
| 730                                           | Schlacht von Marj Ardabil                                      | Persien                                      | Sieg der Chasaren über die Araber                                                           |
| 731                                           | Schlacht von Mosul                                             | Mesopotamien                                 | Sieg der Araber über die Chasaren                                                           |
| 732                                           | Schlacht von Balanjar                                          | Kaukasus                                     | Sieg der Araber über die Chasaren                                                           |
| Juli/August 751                               | Schlacht am Talas                                              | Zentralasien                                 | Entscheidender Sieg der Araber über China                                                   |
| 755–763 – An-Lushan-Rebellion                 |                                                                |                                              |                                                                                             |
| Frühjahr 756                                  | Schlacht von Yongqui                                           | China                                        | Sieg der Tang-Armee über die Rebellen                                                       |
| 757                                           | Schlacht von Suiyang                                           | China                                        | Verlustreicher Sieg der Rebellen gegen die Tang-Armee                                       |
| 772–804 – Sachsenkriege                       |                                                                |                                              |                                                                                             |
| 798                                           | Schlacht bei Bornhöved                                         | Nordalbingien                                | Sieg des Frankenreichs und der Abodriten über die Sachsen                                   |
| 15. August 778                                | Schlacht von Roncesvalles                                      | Iberische Halbinsel                          | Erfolgreicher Überfall der baskischen Bevölkerung auf ein fränkisches Heer                  |
| 8. Juni 793                                   | Wikinger-Überfall und Plünderung des Inselklosters Lindisfarne | englisch-schottische Ostküste                | Beginn der Wikingerzüge                                                                     |

## 9. Jahrhundert
| Wann                                      | Schlachtname                              | Wo                                        | Anmerkungen |
| 809–922 – Byzantinisch-bulgarische Kriege | 809–922 – Byzantinisch-bulgarische Kriege | 809–922 – Byzantinisch-bulgarische Kriege | 809–922 – Byzantinisch-bulgarische Kriege                                                                                                   |
| ----------------------------------------- | ----------------------------------------- | ----------------------------------------- | --- |
| Frühjahr 809                              | Belagerung von Serdica                    | Sofia Tal                                 | Entscheidender Sieg Bulgariens über das Byzantinische Reich                                                                                 |
| 26. Juli 811                              | Schlacht am Warbiza-Pass                  | Balkangebirge                             | Entscheidender Sieg Bulgariens über das Byzantinische Reich                                                                                 |
| 22. Juni 813                              | Schlacht von Adrianopel                   | Thrakien                                  | Sieg Bulgariens über das Byzantinische Reich                                                                                                |
| Sommer 896                                | Schlacht von Bulgarophygon                | Thrakien                                  | Entscheidender Sieg Bulgariens über das Byzantinische Reich                                                                                 |
| 830er                                     | Paphlagonische Expedition der Rus         | Kleinasien                                | |
| 25. Juni 841                              | Schlacht von Fontenoy                     | Burgund                                   | Sieg von Karl dem Kahlen und Ludwig dem Deutschen über Lothar I. und Pippin II., woraufhin das Frankenreich geteilt wurde                   |
| 23. Mai 844                               | Schlacht von Clavijo                      | Iberische Halbinsel                       | Existenz fraglich |
| 860                                       | Belagerung von Konstantinopel             | Thrakien                                  | Marginaler Sieg des Byzantinischen Reichs über die Rus                                                                                      |
| 863                                       | Schlacht von Poson                        |                                           | Sieg des Byzantinischen Reichs über die Araber                                                                                              |
| 15. September 866                         | Schlacht von Brissarthe                   | Frankenreich                              | Sieg der Wikinger über das Westfrankenreich                                                                                                 |
| 31. Dezember 870                          | Schlacht bei Englefield                   | England                                   | Sieg der Angelsachsen über die Wikinger |
| 4./5. Januar 871                          | Schlacht von Reading                      | England                                   | Sieg der Wikinger über die Angelsachsen |
| 8. Januar 871                             | Schlacht von Ashdown                      | England                                   | Sieg der Angelsachsen über die Wikinger |
| 8. Oktober 876                            | Erste Schlacht bei Andernach              | Ostfrankenreich                           | Sieg der Ostfranken unter Ludwig III. dem Jüngeren über die Westfranken unter Karl II. dem Kahlen                                           |
| 878                                       | Schlacht bei Cynuit                       | Großbritannien                            | Sieg der Angelsachsen über ein dänisches Heer                                                                                               |
| 878                                       | Schlacht bei Ethandun                     | Großbritannien                            | Sieg der Angelsachsen über ein dänisches Heer                                                                                               |
| 11. April 882                             | Schlacht bei Remich                       | Ostfrankenreich                           | Sieg der Wikinger über ein lokales Aufgebot unter der Führung der Bischöfe von Metz und Trier und des Grafen von Metz, Rückzug der Wikinger |
| 884                                       | Schlacht bei Norditi                      | Ostfriesland                              | Sieg der Friesen über die Wikinger |
| 891, 20. Oktober                          | Schlacht bei Löwen                        | Ostfrankenreich/Brabant                   | Sieg Königs Arnulf von Kärnten über das „Große Heer“ der Wikinger                                                                           |
| 854 – Kroatisch-bulgarische Kriege        |                                           |                                           | |
| 854                                       | Schlacht im nordwestlichen Kroatien       | Kroatien (bosnische Grenze)               | Unentschieden |

## 10. Jahrhundert
| Wann                          | Schlachtname                  | Wo                     | Anmerkungen |
| 907–970 – Ungarnkriege        | 907–970 – Ungarnkriege        | 907–970 – Ungarnkriege | 907–970 – Ungarnkriege |
| ----------------------------- | ----------------------------- | ---------------------- | --- |
| 907, 4.–5. Juli und 9. August | Schlacht von Pressburg        | Böhmen                 | Ungarn besiegen Bayern |
| 915                           | Schlacht am Garigliano        | Italien                | christliches Allianzheer besiegt die Araber |
| 917, 20. August               | Schlacht von Achealos         | Thrakien               | Entscheidender Sieg Bulgariens über das Byzantinische Reich |
| 933, 15. März                 | Schlacht bei Riade            | Thüringen              | dt. König Heinrich besiegt die Ungarn |
| 955, 10. August               | Schlacht auf dem Lechfeld     | Schwaben               | Otto der Große besiegt die Ungarn, Ende der Ungarneinfälle, wird oft als „Geburt der deutschen Nation“ bezeichnet                                                            |
| 955, 16. Oktober              | Schlacht an der Raxa          | Vorpommern             | Otto der Große und Markgraf Gero besiegen die Obodriten und Wilzen |
| 970 (977?)                    | Schlacht bei Arkadiupolis     | Thrakien               | Niederlage der ungarisch-russisch-bulgarischen Verbündeten |
| 929                           | Schlacht bei Lenzen           | Mecklenburg            | deutsche Truppen besiegen Slawen |
| 934                           | Schlacht von Haithabu         | Süd-Schleswig          | deutsche (sächsische) Truppen besiegen König Knuba von Haithabu |
| 939                           | Schlacht von Simancas         | Spanien                | León, Navarra und Kastilien besiegen Mauren |
| 939, 2. Oktober               | Zweite Schlacht bei Andernach | Rheinland              | König Otto I. besiegt Aufständische |
| 972, 24. Juni                 | Schlacht bei Zehden           | Brandenburg            | Sieg des polnischen Herzogs Mieszko I. über Markgraf Hodo |
| 973                           | Schlacht von Tourtour         | Südfrankreich          | Graf Wilhelm vertreibt die Sarazenen aus der Provence |
| 974                           | Schlacht am Danewerk          | Schleswig              | Heiliges-römisches Kaiserreich unter Otto II. besiegt die Dänen unter König Harald Blauzahn                                                                                  |
| 982                           | Schlacht bei Cotrone          | Süditalien             | Sieg der Sarazenen über deutschen Kaiser Otto II. |
| um 986                        | Schlacht am Fluss Fyris       | Schweden               | Schweden unter König Erik Segersäll besiegen Jomswikinger und Dänen unter Styrbjörn                                                                                          |
| 991, 10. August               | Schlacht von Maldon           | England                | Wikinger unter Olav Tryggvason besiegen Engländer |
| 992, 27. Juni                 | Schlacht von Conquereuil      | Bretagne               | Anjou besiegt Bretagne und Blois - um 986 Seeschlacht von Helgenes, Ostsee, bei Bornholm (?), Dänenkönig Harald Blauzahn unterliegt im Thronkampf seinem Sohn Sven Gabelbart |
| 1000                          | Schlacht von Lastovo          | Kroatien               | Republik Venedig erobert die Insel Lastovo an der Ostküste des Adriatischen Meeres                                                                                           |

## 11. Jahrhundert
| Wann                | Schlachtname                        | Wo             | Anmerkungen                                                                                                 |
| ------------------- | ----------------------------------- | -------------- | --- |
| 1016, 6. Juli       | Schlacht bei Pontlevoy              | Frankreich     | Anjou und Maine besiegen Blois                                                                              |
| 1018, 29. Juli      | Schlacht von Vlaardingen            | Südholland     | Niederlage des Kaisers gegen die Friesen                                                                    |
| 1030, 29. Juli      | Schlacht von Stiklestad             | Norwegen       | Der abgesetzte König Olaf Haraldsson unterliegt norwegischen Adligen und Bauern                             |
| 1030, August        | Schlacht von Azaz                   | Syrien         | Sieg der Araber über die Byzantiner                                                                         |
| 1043, Herbst        | Schlacht von Re                     | Rügen          | Sieg König Magnus’ von Norwegen und Dänemark über seinen Jarl Svend Estridsen, dem späteren dänischen König |
| 1044, 21. August    | Schlacht bei Nouy                   | Frankreich     | Sieg von Anjou über Blois und Champagne                                                                     |
| 1047                | Schlacht von Val-ès-Dunes           | Normandie      | Wilhelm von Normandie besiegt Rebellen unter Guido von Burgund                                              |
| 1053, 18. Juni      | Schlacht von Civitate               | Italien        | Niederlage Papst Leos IX. gegen die Normannen                                                               |
| 1054                | Schlacht von Mortemer               | Normandie      | Wilhelm von Normandie besiegt König Heinrich I. von Frankreich                                              |
| 1057, August        | Schlacht von Varaville              | Normandie      | Wilhelm von Normandie besiegt König Heinrich I. von Frankreich                                              |
| 1066, 25. September | Schlacht von Stamford Bridge        | England        | Angelsachsen besiegen Norweger                                                                              |
| 1066, 14. Oktober   | Schlacht bei Hastings               | England        | Normannen besiegen Angelsachsen                                                                             |
| 1071, 22. Februar   | Schlacht von Cassel                 | Flandern       | Robert der Friese besiegt seinen Neffen Arnulf III.                                                         |
| 1071, 19. August    | Schlacht von Mantzikert             | Ostanatolien   | Seldschukische Türken besiegen Byzantiner                                                                   |
| 1075, 9. Juni       | Schlacht bei Homburg an der Unstrut | Thüringen      | König Heinrich IV. besiegt die aufständischen Sachsen                                                       |
| 1078, 7. August     | Schlacht bei Mellrichstadt          | Franken        | Heinrich IV. unterliegt gegen Rudolf von Rheinfelden                                                        |
| 1080, 7. Januar     | Schlacht bei Flarchheim             | Thüringen      | Heinrich IV. unterliegt erneut gegen Rudolf von Rheinfelden                                                 |
| 1080, 15. Oktober   | Schlacht bei Hohenmölsen            | Sachsen-Anhalt | Heinrich IV. unterliegt zum dritten Mal gegen Rudolf von Rheinfelden                                        |
| 1086, 23. Oktober   | Schlacht bei Zallaqa                | Spanien        | Yusuf ibn Taschfin besiegt König Alfons VI. von Kastilien                                                   |
| 1088                | Schlacht vom Pla del Rel            | Spanien        | El Cid besiegt die Mauren                                                                                   |
| 1093, 13. November  | Schlacht von Alnwick                | England        | Robert de Mowbray besiegt das schottische Heer unter Malcolm III.                                           |
| 1097                | Schlacht am Gvozd                   | Kroatien       | König Koloman von Ungarn besiegt König Petar Svacic von Kroatien                                            |

## Kreuzzüge (1096–1291)
| Wann                                                 | Schlachtname                    | Wo                   | Anmerkungen                                                |
| 1096 – Volkskreuzzug                                 | 1096 – Volkskreuzzug            | 1096 – Volkskreuzzug | 1096 – Volkskreuzzug                                       |
| ---------------------------------------------------- | ------------------------------- | -------------------- | ---------------------------------------------------------- |
| 1096, 4. Juli                                        | Schlacht von Niš                | Balkan               | Byzantiner schlagen Kreuzfahrer                            |
| 1096, 21. Oktober                                    | Schlacht von Nicäa              | Kleinasien           | Rum-Seldschuken besiegen Kreuzfahrer                       |
| 1096–1099 – Erster Kreuzzug                          |                                 |                      |                                                            |
| 1097, 21. Mai                                        | Schlacht von Nicäa              | Kleinasien           | Kreuzfahrer schlagen Rum-Seldschuken                       |
| 1097, 1. Juli                                        | Schlacht von Doryläum           | Kleinasien           | Kreuzfahrer schlagen Rum-Seldschuken                       |
| 1097, 21. Oktober bis 1098, 2. Juni                  | Belagerung von Antiochia        | Syrien               | Kreuzfahrer erobern die Stadt von den Seldschuken          |
| 1098, 28. Juni                                       | Schlacht von Antiochia          | Syrien               | Kreuzfahrer schlagen Seldschuken                           |
| 1099, Januar bis 13. Mai                             | Belagerung von Arqa             | Libanon              | durch die Kreuzfahrer; erfolglos abgebrochen               |
| 1099, 7. Juni bis 15. Juli                           | Belagerung von Jerusalem        | Palästina            | Kreuzfahrer erobern die Stadt von den Fatimiden            |
| 1099, 12. August                                     | Schlacht von Askalon            | Palästina            | Kreuzfahrer schlagen Fatimiden                             |
| 1101, 7. September                                   | Erste Schlacht von Ramla        | Palästina            | Kreuzfahrer schlagen Fatimiden                             |
| 1102, 17. Mai                                        | Zweite Schlacht von Ramla       | Palästina            | Fatimiden schlagen Kreuzfahrer                             |
| 1104, 6.–25. Mai                                     | Belagerung von Akkon            | Palästina            | Kreuzfahrer erobern die Stadt von den Fatimiden            |
| 1104, 7. Mai                                         | Schlacht von Harran             | Mesopotamien         | Seldschuken schlagen Kreuzfahrer                           |
| 1105, 20. April                                      | Schlacht von Artah              | Syrien               | Kreuzfahrer schlagen Syrer                                 |
| 1105, 27. August                                     | Dritte Schlacht von Ramla       | Palästina            | Kreuzfahrer schlagen Fatimiden                             |
| 1109, 12. Juli                                       | Schlacht von Tripolis           | Libanon              | Kreuzfahrer erobern die Stadt von den Fatimiden            |
| 1119, 28. Juni                                       | Schlacht auf dem Ager Sanguinis | Syrien               | Syrer schlagen Kreuzfahrer                                 |
| 1125, 11. Juni                                       | Schlacht von Azaz               | Syrien               | Kreuzfahrer schlagen Syrer                                 |
| 1146–1149 – Zweiter Kreuzzug                         |                                 |                      |                                                            |
| 1147, 25. Oktober                                    | Zweite Schlacht von Doryläum    | Kleinasien           | Rum-Seldschuken besiegen Konrad III.                       |
| 1148, 24.–28. Juli                                   | Belagerung von Damaskus         | Syrien               | Kreuzfahrer brechen Belagerung nach vier Tagen ab          |
| 1147 – Wendenkreuzzug                                |                                 |                      |                                                            |
| 1149, 29. Juni                                       | Schlacht von Inab               | Syrien               | Nur ad-Din besiegt Kreuzfahrer                             |
| 1153, 25. Januar bis 19. August                      | Belagerung von Askalon          | Palästina            | Kreuzfahrer erobern die Stadt von den Fatimiden            |
| 1164, 10. August                                     | Schlacht von Artah              | Syrien               | Syrer schlagen Kreuzfahrer                                 |
| 1176, 17. September                                  | Schlacht bei Myriokephalon      | Zentralanatolien     | Rum-Seldschuken besiegen Byzantiner                        |
| 1177, 25. November                                   | Schlacht von Montgisard         | Palästina            | Kreuzfahrer besiegen Ayyubiden                             |
| 1183, 20. November bis 4. Dezember                   | Belagerung von Karak            | Transjordanien       | Kreuzfahrer wehren Ayyubiden ab                            |
| 1184, April bis Mai                                  | Belagerung von Karak            | Transjordanien       | Kreuzfahrer wehren Ayyubiden ab                            |
| 1187, 1. Mai                                         | Schlacht von Cresson            | Palästina            | Ayyubiden besiegen die Kreuzfahrer                         |
| 1187, Mai bis 1188, November                         | Belagerung von Karak            | Transjordanien       | Ayyubiden erobern die Burg von den Kreuzfahrern            |
| 1187, 4. Juli                                        | Schlacht bei Hattin             | Palästina            | Ayyubiden besiegen die Kreuzfahrer                         |
| 1187, 27. September bis 7. Oktober                   | Belagerung von Jerusalem        | Palästina            | Ayyubiden erobern die Stadt von den Kreuzfahrern           |
| 1187, 7. Dezember bis 1189, 5. Januar                | Belagerung von Burg Belvoir     | Palästina            | Ayyubiden erobern die Burg von den Kreuzfahrern            |
| 1189, 4. Oktober                                     | Schlacht von Akkon              | Palästina            | Ayyubiden gegen die Kreuzfahrer – keine Entscheidung       |
| 1189–1192 – Dritter Kreuzzug                         |                                 |                      |                                                            |
| 1190, 7. Mai                                         | Schlacht bei Philomelion        | Kleinasien           | Kreuzfahrer schlagen Rum-Seldschuken                       |
| 1190, 18. Mai                                        | Schlacht bei Iconium            | Kleinasien           | Kreuzfahrer schlagen Rum-Seldschuken und erobern die Stadt |
| 1191, 7. September                                   | Schlacht von Arsuf              | Palästina            | Kreuzfahrer schlagen Ayyubiden                             |
| 1192, August                                         | Schlacht von Jaffa              | Palästina            | Kreuzfahrer schlagen Ayyubiden                             |
| 1197–1198 – Kreuzzug Heinrichs VI.                   |                                 |                      |                                                            |
| 1200–1204 – Vierter Kreuzzug                         |                                 |                      |                                                            |
| 1202, November                                       | Belagerung von Zara             | Kroatien             | Kreuzfahrer erobern die Stadt                              |
| 1204                                                 | Belagerung von Konstantinopel   | Thrakien             | Kreuzfahrer erobern die Stadt                              |
| 1205, 14. April                                      | Schlacht von Adrianopel         | Thrakien             | Bulgaren besiegen Kreuzfahrer                              |
| 1209–1229 – Albigenserkreuzzug                       |                                 |                      |                                                            |
| 1213, 12. September                                  | Schlacht bei Muret              | Frankreich           | Kreuzfahrer besiegen Fürstenkoalition des Languedoc        |
| 1217–1221 – Fünfter Kreuzzug (Kreuzzug von Damiette) |                                 |                      |                                                            |
| 1217, April bis 1218, 5. November                    | Belagerung von Damiette         | Ägypten              | Kreuzfahrer erobern die Stadt                              |
| 1232, 15. Juni                                       | Schlacht bei Agridi             | Zypern               | Zyprioten schlagen kaiserliche Truppen                     |
| 1233–1234 – Stedingerkreuzzug                        |                                 |                      |                                                            |
| 1234, 27. Mai                                        | Schlacht bei Altenesch          | Stedingen            | Kreuzfahrer besiegen die Stedinger                         |
| 1239–1241 – Kreuzzug der Barone                      |                                 |                      |                                                            |
| 1239, 13. November                                   | Schlacht bei Gaza               | Palästina            | Ayyubiden schlagen Kreuzfahrer                             |
| 1244, 17.–18. Oktober                                | Schlacht von La Forbie          | Palästina            | Ayyubiden und Chroesmier schlagen Syrer und Kreuzfahrer    |
| 1248–1250 – Sechster Kreuzzug                        |                                 |                      |                                                            |
| 1249, 5. Juni                                        | Schlacht bei Damiette           | Ägypten              | Kreuzfahrer schlagen Ayyubiden                             |
| 1249, 20. Dezember bis 1250, 5. April                | Belagerung von al-Mansura       | Ägypten              | durch die Kreuzfahrer; erfolglos abgebrochen               |
| 1268, 14. bis 18. Mai                                | Belagerung von Antiochia        | Syrien               | Mamluken erobern die Stadt von den Kreuzfahrern            |
| 1270–1272 – Siebter Kreuzzug                         |                                 |                      |                                                            |
| 1270, Juli bis 30. Oktober                           | Belagerung von Tunis            | Nordafrika           | durch die Kreuzfahrer; erfolglos abgebrochen               |
| 1271, Mai                                            | Belagerung von Tripolis         | Libanon              | durch die Mamelucken; erfolglos abgebrochen                |
| 1289, März bis 26. April                             | Belagerung von Tripolis         | Libanon              | Mamelucken erobern die Stadt von den Kreuzfahrern          |
| 1291, 6. April bis 28. Mai                           | Belagerung von Akkon            | Palästina            | Mamelucken erobern die Stadt von den Kreuzfahrern          |
| 1302, bis 28. September                              | Belagerung von Aruad            | Libanon              | Mamelucken erobern den letzten Stützpunkt der Kreuzfahrer  |

## 12. Jahrhundert
| Wann                               | Schlachtname               | Wo                              | Anmerkungen |
| ---------------------------------- | -------------------------- | ------------------------------- | --- |
| 1106, 28. September                | Schlacht bei Tinchebray    | Normandie                       | Heinrich I. von England besiegt Robert II. von Normandie                                                                                                 |
| 1107                               | Schlacht bei Mosul         | Mesopotamien                    | Syrer und Großseldschuken schlagen Rum-Seldschuken |
| 1108, 29. Mai                      | Schlacht von Uclés         | Iberische Halbinsel             | Almoraviden schlagen Kastilier |
| 1115                               | Schlacht am Welfesholz     | Harzvorland                     | Die größtenteils sächsische Opposition schlägt Kaiser Heinrich V.                                                                                        |
| 1119, 20. August                   | Schlacht von Brémule       | Normandie                       | Anglo-Normannen schlagen Franzosen |
| 1135, 10. August                   | Eroberung von Kungälv      | damals Norwegen, heute Schweden | Pommern unter Herzog Ratibor I. erobern die relevante mittelalterliche norwegische Metropole am Göta älv                                                 |
| 1135–1154 – Englischer Bürgerkrieg |                            |                                 | |
| 1138, 22. August                   | Standartenschlacht         | Yorkshire                       | Engländer besiegen Schotten |
| 1141, 2. Februar                   | erste Schlacht von Lincoln | Lincolnshire                    | Kaiserin Mathildes Truppen schlagen König Stefan |
| 1141                               | Schlacht von Winchester    | Wessex                          | König Stefans Truppen schlagen Kaiserin Mathilde in die Flucht                                                                                           |
| 1150, 8. Februar                   | Schlacht bei Flochberg     | bei Bopfingen                   | Das Heer des 13-jährigen staufischen Königssohnes Heinrich (VI.) besiegt ein Heer Herzog Welf VI.                                                        |
| 1164, 6. Juli                      | Schlacht bei Verchen       | Vorpommern                      | Dänemark im Bunde mit Heinrich den Löwen besiegt die Mecklenburger und Pommern                                                                           |
| 1167                               | Schlacht bei Tusculum      | bei Rom                         | Ein deutsches Ritterheer unter Christian von Mainz und Rainald von Köln vernichtet das stadtrömische Aufgebot                                            |
| 1173, 17. Oktober                  | Schlacht bei Fornham       | England                         | Truppen König Heinrichs II. besiegen ein Rebellenheer |
| 1176. 29. Mai                      | Schlacht von Legnano       | Italien                         | Lombardenbund besiegt Heiliges-Römisches Reich |
| 1176, 17. September                | Schlacht bei Myriokephalon | Kleinasien                      | Rum-Seldschuken besiegen Byzanz |
| 1177, Januar                       | Schlacht von Re/Vestfold   | Norwegen                        | Sieg des Königs Magnus Erlingsson über die aufständischen Birkebeiner in Norwegen, aus denen alsbald wieder erstarkt der spätere König Sverre hervorging |
| 1180–1185 – Gempei-Krieg           |                            |                                 | |
| 1180                               | erste Schlacht von Uji     | Japan                           | Taira besiegen Minamoto |
| 1180                               | Belagerung von Nara        | Japan                           | |
| 1180                               | Schlacht von Ishibashiyama | Japan                           | |
| 1180                               | Schlacht von Fujigawa      | Japan                           | |
| 1181                               | Schlacht von Sunomata      | Japan                           | |
| 1181                               | Schlacht von Yahagigawa    | Japan                           | |
| 1183                               | Belagerung von Hiuchi      | Japan                           | |
| 1183                               | Schlacht von Kurikara      | Japan                           | |
| 1183                               | Schlacht von Shinowara     | Japan                           | |
| 1183                               | Schlacht von Mizushima     | Japan                           | |
| 1183                               | Belagerung von Fukuryuji   | Japan                           | |
| 1183                               | Schlacht von Muroyama      | Japan                           | |
| 1184                               | Schlacht von Hojujiden     | Japan                           | |
| 1184                               | Zweite Schlacht von Uji    | Japan                           | |
| 1184                               | Schlacht von Awazu         | Japan                           | |
| 1184                               | Schlacht von Ichi-no-Tani  | Japan                           | Minamoto besiegen Taira |
| 1184                               | Schlacht von Kojima        | Japan                           | |
| 1185                               | Schlacht von Yashima       | Japan                           | Minamoto besiegen Taira |
| 1185                               | Seeschlacht von Dan-no-ura | Japan                           | endgültiger Sieg der Minamoto |
| 1194, 1. August                    | Schlacht von Noville       | Belgien                         | Graf Balduin V. von Hennegau siegt über Herzog Heinrich III. von Limburg                                                                                 |
| 1195, 19. Juli                     | Schlacht bei Alarcos       | Spanien                         | Letzter großer Sieg der Araber auf der iberischen Halbinsel                                                                                              |
| 1198, 28. September                | Schlacht bei Gisors        | Frankreich                      | Sieg Richards Löwenherz über König Philipp II. von Frankreich                                                                                            |

- 1184, Pfingsten – Seeschlacht von Darsimhövd – Pommern, Greifswalder Bodden, östl. der Insel Koos – dänische Flotte besiegt die Flotte Pommerns

## 13. Jahrhundert
| Wann                                          | Schlachtname                                                           | Wo                 | Anmerkungen |
| --------------------------------------------- | ---------------------------------------------------------------------- | ------------------ | --- |
| 1201                                          | Schlacht bei Stellau                                                   | Holstein           | König Waldemar II. von Dänemark besiegt Graf Adolf III. von Schauenburg und Holstein                                                         |
| 1205, 14. April                               | Schlacht von Adrianopel                                                | Thrakien           | Bulgaren besiegen Lateinisches Kaiserreich                                                                                                   |
| 1205, November                                | Schlacht bei Älgarås                                                   | Schweden           | Erik X. besiegt Sverker II. |
| 1206, 27. Juli                                | Kaiserschlacht bei Wassenberg                                          | Niederrhein        | Philipp von Schwaben schlägt Otto von Braunschweig                                                                                           |
| 1208, 31. Januar                              | Schlacht bei Lena                                                      | Schweden           | Sverker II. besiegt Erik X. |
| 1208, Juni                                    | Schlacht von Beroe                                                     | Thrakien           | Lateinisches Kaiserreich besiegt die Bulgaren unter Zar Boril                                                                                |
| 1208, 31. Juli                                | Schlacht von Philippopolis                                             | Thrakien           | Lateinisches Kaiserreich besiegt die Bulgaren unter Zar Boril                                                                                |
| 1210, 17. Juli                                | Schlacht bei Gestilren                                                 | Schweden           | Erik X. besiegt Sverker II. |
| 1211                                          | Schlacht bei Ulrichen                                                  | Schweiz            | Walliser besiegen Herzog Berchtold V. von Zähringen                                                                                          |
| 1212, 16. Juni                                | Schlacht bei Las Navas de Tolosa                                       | Spanien            | die katholisch-iberischen Königreiche besiegen die Almohaden                                                                                 |
| 1213, 12. September                           | Schlacht bei Muret                                                     | Frankreich         | Sieg der Kreuzfahrer des Albigenserkreuzzuges über den König von Aragón                                                                      |
| 1214, 2. Juli                                 | Schlacht bei Roche-aux-Moines                                          | Frankreich         | Franzosen schlagen König Johann von England in die Flucht                                                                                    |
| 1214, 27. Juli                                | Schlacht bei Bouvines                                                  | Flandern           | Franzosen und Staufer besiegen englisch-welfisches Bündnis                                                                                   |
| 1217, 20. Mai                                 | zweite Schlacht von Lincoln                                            | England            | königstreue Barone besiegen rebellierende Barone und französische Ritter                                                                     |
| 1217, 24. August                              | Schlacht von Sandwich                                                  | England            | königstreue Barone siegen auf See gegen eine französische Flotte                                                                             |
| 1223                                          | Schlacht an der Kalka                                                  | Ukraine            | Mongolen schlagen Russen und Kyptschaken |
| 1225                                          | Schlacht bei Mölln                                                     | Holstein           | Adolf IV. von Schauenburg und Holstein verjagt Albrecht von Orlamünde aus Holstein                                                           |
| 1227, 22. Juli                                | Schlacht bei Bornhöved                                                 | Holstein           | Adolf IV. von Schauenburg und Holstein besiegt Dänemark                                                                                      |
| 1230, 9. März                                 | Schlacht von Klokotniza                                                | Thrakien           | Bulgaren unter Zar Iwan Assen II. besiegen Byzantiner (Despotat Epirus) unter Theodoros I. Angelos vernichtend.                              |
| 1234, 27. Mai                                 | Schlacht bei Altenesch                                                 | Stedingen          | Ein Kreuzzugsheer des Bremer Erzbischofs Gebhard besiegt die Stedinger.                                                                      |
| 1234                                          | Seegefecht vor Warnemünde                                              | Mecklenburg        | Seekriegsunternehmen der Hansestadt Lübeck gegen das Königreich Dänemark und seinen Verbündeten Graf Adolf IV. von Holstein                  |
| 1236, 22. September                           | Schlacht von Schaulen                                                  | Litauen            | Schamaitische Litauer besiegen den Schwertbrüderorden                                                                                        |
| 1237, 27. November                            | Schlacht von Cortenuova                                                | Italien            | Kaiser Friedrich II. besiegt Lombardischen Städtebund                                                                                        |
| 1238                                          | Schlacht von Örlygstadir                                               | Skagafjord, Island | Die verbündeten Sippenverbände der Skagafjörder und Haukadäler besiegen die mächtigen Sturlungar                                             |
| 1241, 9. April                                | Schlacht bei Wahlstatt                                                 | Schlesien          | Mongolen besiegen ein deutsch-polnisches Ritterheer                                                                                          |
| 1241 11. April                                | Schlacht bei Muhi                                                      | Ungarn             | Mongolen besiegen den ungarischen König Béla IV.                                                                                             |
| 1242, 5. April                                | Schlacht auf dem Peipussee                                             | Russland           | Alexander Newski besiegt den Deutschen Orden                                                                                                 |
| 1241, 3. Mai                                  | Seeschlacht von Giglio                                                 | Tyrrhenisches Meer | kaiserliche Flotte besiegt eine genuesische                                                                                                  |
| 1242, 21. Juli                                | Schlacht bei Taillebourg                                               | Westfrankreich     | Ludwig IX. von Frankreich siegt über Heinrich III. von England                                                                               |
| 1246, 15. Juni                                | Schlacht an der Leitha                                                 | Österreich         | der Babenberger Friedrich II. besiegt die Ungarn und ihre Verbündeten                                                                        |
| 1246, 5. August                               | Schlacht an der Nidda                                                  | Hessen             | der als „Pfaffenkönig“ verspottete Heinrich Raspe besiegt im Kampf um das deutsche Königtum Konrad IV. (auch Schlacht bei Frankfurt genannt) |
| 1249                                          | Überfall auf Stralsund                                                 | Pommern            | Überfall Lübecks auf Stralsund wegen Konkurrenzgründen                                                                                       |
| 1251, 2. Februar                              | Schlacht von al-Kura                                                   | Ägypten            | Mameluken (Ägypten) besiegen Ayyubiden (Syrien)                                                                                              |
| 1253, 4. Juli                                 | Schlacht bei Westkapelle                                               | Niederlande        | Niederrheinische Ritter siegen über Graf Guido von Flandern                                                                                  |
| 1259, September                               | Schlacht bei Pelagonia                                                 | Pelagonien         | fränkisches Herzogtum Achaia unterliegt gegen das Kaiserreich Nicäa                                                                          |
| 1260, Juli                                    | Schlacht bei Kressenbrun                                               | Niederösterreich   | Böhmen schlagen Ungarn |
| 1260, 13. Juli                                | Schlacht an der Durbe                                                  | Lettland           | Litauer besiegen den Deutschen Orden |
| 1260, 3. September                            | Schlacht bei ʿAin Dschālūt                                             | Palästina          | Mameluken stoppen die Mongolen |
| 1260                                          | Schlacht von Montaperti                                                | Italien            | Siena besiegt Florenz |
| 1264, 14. Mai                                 | Schlacht von Lewes                                                     | England            | die Barone um Simon de Montfort besiegen König Heinrich III.                                                                                 |
| 1265, 4. August                               | Schlacht von Evesham                                                   | England            | Prinz Edward besiegt die Barone und tötet Simon de Montfort                                                                                  |
| 1266, 26. Februar                             | Schlacht bei Benevent                                                  | Italien            | Karl von Anjou besiegt König Manfred von Sizilien                                                                                            |
| 1266, 8. August                               | Cyriakus-Schlacht                                                      | Franken            | Würzburger besiegen den Grafen Hermann von Henneberg                                                                                         |
| 1267, 18. Oktober                             | Schlacht bei Zülpich                                                   | Rheinland          | Graf von Jülich Wilhelm IV besiegt Kölner Erzbischof Engelbert II. von Falkenburg                                                            |
| 1268, 23. August                              | Schlacht bei Tagliacozzo                                               | Italien            | Karl von Anjou besiegt Konradin von Staufen                                                                                                  |
| 1274, 20. November                            | Schlacht von Bun’ei                                                    | Japan              | Japan schlägt Invasion der Mongolen unter Kublai Khan zurück                                                                                 |
| 1278, 26. August                              | Schlacht auf dem Marchfeld bzw. Schlacht bei Dürnkrut und Jedenspeigen | Niederösterreich   | König Rudolf I. besiegt König Ottokar II. von Böhmen                                                                                         |
| 1281, 15. August                              | Schlacht von Kōan                                                      | Japan              | Japan schlägt Invasion der Mongolen unter Kublai Khan zurück                                                                                 |
| 1284/85                                       | Hansisch-Norwegischer Konflikt                                         | Norwegen           | Blockade norwegischer Häfen durch Schiffe der Hansestädte wegen gesperrter hansischer Handelsprivilegien                                     |
| 1288, 5. Juni                                 | Schlacht von Worringen                                                 | Niederrhein        | Herzog Johann I. von Brabant besiegt Erzbischof Siegfried von Köln                                                                           |
| 1297, 13. August                              | Schlacht von Veurne                                                    | Flandern           | Franzosen siegen über ein flämisches Heer |
| 1298, 2. Juli                                 | Schlacht bei Göllheim bzw. Schlacht auf dem Hasenbühl                  | Pfalz              | König Adolf von Nassau unterliegt Albrecht I. von Österreich                                                                                 |
| 1296–1328 – Schottischer Unabhängigkeitskrieg |                                                                        |                    | |
| 1297, 11. September                           | Schlacht von Stirling Bridge                                           | Schottland         | Schotten besiegen Engländer |
| 1298, 21. Juli                                | Schlacht von Falkirk                                                   | Schottland         | Engländer besiegen Schotten |
| 1314, 24. Juni                                | Schlacht von Bannockburn                                               | Schottland         | Schotten besiegen Engländer |

Altertum |
altes China |
Antike |
7. bis 13. Jh. |
14. Jh. |
15. Jh. |
16. Jh. |
17. Jh. |
18. Jh. |
19. Jh. |
20. Jh. |
21. Jh.